# Liste der Geotope im Wartburgkreis
Im Wartburgkreis gab es im Juni 2024 insgesamt 114 erfasste Geotope.

## Geotope

### Gesteine
| ID       | Bild           | Bezeichnung                                                     | Art                                                                         | Stratigraphie          | Beschreibung | Gemeinde        | Lage |
| -------- | -------------- | --------------------------------------------------------------- | --------------------------------------------------------------------------- | ---------------------- | --- | --------------- | ---- |
| EA_1201  |                | Auflässiger Rätsandsteinbruch bei Madelungen                    | Sandstein, fein- bis mittelkörnig, ockerfarbig                              |                        | Auf dem Eichelberg bei Madelungen schon Anfang des 20. Jahrhunderts, auflässiger Rätsandsteinbruch. | Amt Creuzburg   | Lage |
| WAK_1367 |                | ehemalige Gemeindebrüche bei Mihla                              | Kalkstein/Kalkmergelstein, bankig-plattig, flaserig-knauerig                | Unterer Wellenkalk     | Nördlich Mihla gelegene sehr alte Brüche in den Schaumkalken des südwestlichen Hainichgebietes. Die früheren Gemeindebrüche Mihla bestehen aus einer größeren Anzahl dicht beieinanderliegender kleinerer Aufschlüsse im Unteren Muschelkalk. Der Bewuchs ist recht stark, dennoch wäre im Einzelfall ein Freilegen möglich. Offensichtlich waren die Werksteinbänke Gegenstand des Abbaus. So hatten die Gewinnungsarbeiten dünnplattigere Bereiche meist ausgelassen oder im Bruchgelände zu mächtigen Halden aufgetürmt und die dicken, harten Bänke verfolgt. Eine ca. 1,5 m mächtige Bank ist im unübersichtlichen Gelände zu finden. Das Schichteinfallen beträgt ca. 10 Grad Südwest, Störungen sind nicht erkennbar. Einige Gruben wurden schon mit Müll reichlich gefüllt. Etwa 6 Standorte zeigen senkrechte Abbauwände mit bis zu 5 m Höhe. | Amt Creuzburg   | Lage |
| WAK_1368 | weitere Bilder | Kalksteinbruch Buchenau                                         | Kalkstein/Mergelstein, dolomitische, kristalline Kalke                      |                        | Ehemaliger Bruch des Sodawerkes Buchenau, im Unteren Wellenkalk partiell wieder aufgewältigt. Der auflässige Steinbruch diente von 1924 bis 1968 dem ehem. Sodawerk als Kalksteinlieferant. Diese über 40-jährige Abbautätigkeit ließ an den steilen Werratalhängen einen der größten Brüche in Westthüringen entstehen. Er besteht aus zwei Abbausohlen und einer Abraumsohle. Ein Wanderweg verläuft unterhalb am rechten Werraufer. Von den etwa 100 m mächtigen Wellenkalksedimenten in diesem Raum sind ca. 70 m hervorragend aufgeschlossen, es fehlt nur der tiefste Teil. Darüber im Hangenden liegt Mittlerer Muschelkalk – die Anhydritfolge; dessen Gesteine waren jedoch unbrauchbar für die Sodaproduktion und wurden randlich aufgehaldet. Das Steinbruchprofil zeigt sehr gut herausmodelliert die festen Werksteinbänke der Terebratel- und Schaumkalkzonen. Die gesamten Schichtfolgen fallen leicht nach Nordosten ein, bedeutsame Störungen sind nicht erkennbar.                                                          | Amt Creuzburg   | Lage |
| WAK_1416 |                | alter Glimmerschieferbruch im Schweinaer Grund                  | Glimmerschiefer                                                             |                        | Gut erhaltener Anschnitt im Glimmerschiefer des Ruhlaer Kristallins bei Schweina | Bad Liebenstein | Lage |
| WAK_1417 |                | Alter Zechensteinaufschluss bei der Alten Warth bei Gumpelstadt | Dlomitische Kalke, Gipse, Letten                                            | Zechstein              | Sehr alter Aufschluss im Oberen Zechstein Z3-Z4, der aber im Gebiet sehr selten ist. | Bad Liebenstein | Lage |
| WAK_1233 |                | Auflässiger Steinbruch am Eselsprung nördlich Bairoda           | Riffkalk, Liebensteiner Gneis                                               |                        | Am nördlichen Ortseingang von Bairoda folgt man 250 m dem Thüringer Tal in nördliche Richtung. Hier liegt der stillgelegte Steinbruch am Eselsprung, der wegen seiner leichten Erreichbarkeit ein viel besuchter Aufschluss im Ruhlaer Kristallin ist (siehe Mommelstein bei Brotterode). Hier stehen migmatitische Amphibol- und Amphibol-Biotit-Gneise der Liebenstein-Gruppe im Kontakt zu dem unterkarbonischen, wenig foliierten, leukokraten Katzensteingranit an. Die Metamorphose der Gneise fand bei Temperaturen bis 700 °C in einer Tiefe von etwa 15 km statt. Am Top der Steinbruchwand sind noch Reste der diskordant auflagernden Zechstein-Riffkalke vorhanden. | Bad Liebenstein | Lage |
| WAK_1240 |                | Das „Korällchen“ in Bad Liebenstein                             | Granitporphyr, Liebensteiner Gneis, Melaphyr, Mesodiabas                    |                        | Inmitten dolomitischer Riffkalksteine des Zechsteins liegt am östlichen Ortsausgang von Bad Liebenstein nördlich der Straße ein etwa 100 m großes, inselartiges Vorkommen des unterkarbonischen Katzensteingranits. In einem kleinen ehemaligen Steinbruch ist hier innerhalb des Granits ein magmatischer Gang des Rotliegend-Vulkanismus aufgeschlossen, der seit langem als ein Paradebeispiel für die „Gemischten Gänge“ gilt (siehe „Trusetaler Hauptgang“ des südlichen Ruhlaer Kristallins). Der Gang besteht in der Mitte aus kieselsäurereichem, hellem Granitporphyr. Die äußeren Teile des Ganges werden von je etwa 3 bis 4 m breiten Lagen eines dunklen, kieselsäureärmeren basaltoiden Magmatits („Mesodiabas, Melaphyr“) gebildet. Dunkle, kieselsäurearme Magmatitfetzen kommen auch innerhalb des Granitporphyrs vor, dies deutet auf eine Vermengung unterschiedlicher Magmen hin. | Bad Liebenstein | Lage |
| WAK_1651 | weitere Bilder | Wasserleitungsstollen am Altenstein                             |                                                                             |                        | | Bad Liebenstein | Lage |
| WAK_1371 |                | Auflässige Buntsandsteinbrüche im Hollundertal bei Gumpelstadt  | Sandstein, fein-mittelkörnig, Schluff- u. Tonsteinlagen                     |                        | Ehemaliger Steinbruch in Bernburgfolge bei Gumpelstadt. Der Untere Buntsandstein bedeckt etwa 2/3 des Blattes Bad Salzungen. Die Morphologie der Bad Salzunger Landschaft wird daher von flachen Höhenrücken, Mulden und abgerundeten flachen Sätteln bestimmt. Störungen treten fast gar nicht in Erscheinung. Die genaue stratigraphische Einordnung ist nur m. E. möglich und wird aus der Erstkartierung abgeleitet. Dementsprechend wird der su2 im Übergang von der Calvörde-Folge zur Bernburgfolge gesehen. Generell sind-evtl. wegen der Monotonie der Sedimente im Gebiet-keine Profile exakt auf einen konkreten Aufschluss bezogen worden. Die verfügbaren Literaturquellen lassen sich daher allgemein auf das ganze Gebiet des Unteren Buntsandsteins im Raum Bad Salzungen anwenden. Charakteristisch für die Aufschlüsse in der Bernburgfolge. | Bad Salzungen   | Lage |
| WAK_1281 |                | Röt-Böschungswand unter dem Kirchberg östlich Buttlar           | Schluffstein, Tonstein, rotbraun, weißlich bis violett                      |                        | Ein durch Forstwegebau entstandener Hanganschnitt mit gut sichtbarem Rötprofil. Im Raum Geisa tritt der Röt in großer Ausdehnung zu Tage. Die Gesteine werden leicht von der Abtragung beeinflusst und bilden meist nur flache Kuppen und breite Talmulden. Die Gesamtmächtigkeit des Röt beträgt ca. 130 m. Auf dem Kirchberg östlich von Buttlar weisen die den Wellenkalk (Unterer Muschelkalk) überlagernden Röt-Gesteine nur eine relativ geringe Mächtigkeit auf. | Buttlar         | Lage |
| WAK_1510 |                | Alte Basaltbrüche und Blockfelder am Horn südlich Urnshausen    | Basalt (Basanit alte Bez.) als Anstehendes und Blockschutt                  | Tertiär                | An der Westflanke des Horn gibt es sehr alte Basaltbrüche, die hangwärts in Blockfelder übergehen. | Dermbach        | Lage |
| EA_2001  |                | Aufschluss am Gotanger                                          |                                                                             |                        | An einem Reit- und Wanderweg oberhalb des Lehrpfades am nördlichen Hang des Clausberges befindet sich ein zusammenhängendes Profil vom Oberrotliegend (unten), über das Zechsteinkonglomerat, den Kupferschiefer bis zum Zechsteinkalk (oben). In der Umgebung, insbesondere südlich von Stedtfeld, gibt es zahlreiche Überreste (Schächte, Stollen, Halden) des ehemaligen Kupferschiefer-Bergbaus, der an den Zechsteinausstrich in der Umrandung des Thüringer Waldes gebunden war. | Eisenach        | Lage |
| EA_1215  |                | Neuaufschluss im historischen Bergbaurevier von Stedtfeld       | Konglomerate, Tonstein (Kupferschiefer), Zechsteinkalk                      | Oberrotliegend (Saxon) | Großer, frischer Hanganschnitt im Übergangsbereich Rotliegendes/Zechstein. | Eisenach        | Lage |
| EA_1217  |                | Pfingskopf westlich von Eisenach                                | Konglomerate, Fanglomerate                                                  | Oberrotliegend (Saxon) | Ehemalige Abbaufläche von Konglemaratgestein als Lockergestein für Bauuntergründe. | Eisenach        | Lage |
| EA_1664  |                | Riffe und Alte Gemeinde bei Neuenhof                            |                                                                             |                        | Das Gebiet umfasst die im Tal am Grundbach gelegenen Aufschlüsse des Oberrotliegend und Zechsteins, die entlang des oberen Weges Richtung Franzosenfelsen befindlichen riffähnlichen Zechsteinkalkfelsgruppen bis hin zu den nahe des Rennsteigs gelegenen Zechsteinklippen. Im unteren Abschnitt am Grundbach stehen Gesteine des Oberrotliegend und die Gesteine des vom Zechsteinmeeres ausgebleichten Grauliegenden dicht beieinander. Das Zechsteinkonglomerat und der auflagernde Kupferschiefer wurden in Höhe des alten Stollens aufgeschlossen. Im oberen Abschnitt – an den Riffen – ragen markante Felsgruppen dolomitischer Kalke des Zechsteins auf, die früher wegen ihrer Festigkeit zu Bauzwecken dienten. | Eisenach        | Lage |
| EA_1206  | weitere Bilder | Steinbruch im Oberrotliegend am Siechenberg in Eisenach         | Konglomerat, Fanglomerat, Ton- und Siltstein                                | Oberrotliegend (Saxon) | Der ehemalige sogenannte Ratssteinbruch lieferte über Jahrhunderte ro-Konglomerate als Werksteine. | Eisenach        | Lage |
| EA_1205  |                | Zechsteinaufschlüsse am westlichen Rennsteig bei Hörschel       | dolomitischer Kalkstein, Tonstein                                           | Zechstein              | Zur Kartierung und Beobachtung des Zechsteins 1 und 2 gut geeignete Aufschlussgruppe. | Eisenach        | Lage |
| WAK_1332 |                | auflässige Muschelkalkbrüche in der Ortslage von Gerstengrund   | Kalkstein/Mergelkalkstein, dünnplattig bis bankig, teils flaserig           |                        | Die südwestexponierte langgestreckte Hangfläche in Gerstengrund liegt im Mittleren Wellenkalk. Dieses Objekt besteht aus 3 Teilen, die etwa S-N verläuft u. als unterbrochene langgestreckte Felswand aufzufassen ist. Der südliche Teil wurde bis in jüngste Zeit noch zur Kalkschotterentnahme genutzt, derzeit lagern aber landwirtsch. Güter dort. Der mittl. Teil steht in Verbindung mit einer kleinen kirchl. Wallfahrtstrecke mit Madonnenbildnis. Der nördl. Abschnitt liegt schon in einem Hofgelände mit Wohnbauten. Es überwiegen dünnplattige Kalksteine des Mittl. Wellenkalkes. Örtlich steht vermutliche die Untere Terbratelbank an. Hierzu sollten jedoch noch genauere Untersuchungen erfolgen. Deren Möglichkeit ist problemlos gegeben. | Gerstengrund    | Lage |
| WAK_1333 |                | Auflässiger Kalksteinbruch zwischen Zitters und Gerstengrund    | Mergelkalkstein, grau, gelbgrau, plattig bis flaserig, z. T. bankig, kongl. |                        | ehemalige Seitenentnahme im Unteren Wellenkalk, gut erhaltenes Profil. Die hervorragend ausgebildete ehemalige senkrechte Steinbruchwand eignet sich gut für geologische Untersuchungen (direkt am Parkplatz).Nach der Straßenkehre setzt sich die Wand noch fort. Am ganzen Hangbereich sind alle Zonen des Unteren Muschelkalks anzutreffen, jedoch nicht durchgängig aufgeschlossen. Der Untere Bereich muWU wird in dem Aufschluss an der Straße deutlich. Untere u. Obere Oolithbank sind in besonderer Klarheit zu erkennen. Die Mächtigkeitsangaben WENDLANDS bestätigen dies, ebenso auch die Angaben des Zwischenmittels. Hardrounds sind häufig. | Gerstengrund    | Lage |
| WAK_1356 | weitere Bilder | Hageleitebruch bei Ütteroda                                     | Sandstein, feinkörnig, ockerfarben bis gelb                                 |                        | Der ehemalige Werksteinbruch am nördlichen Hang der Hohleite (Hageleite) liegt 1 km westsüdwestlich von Ütteroda und ist nur über einen Feldweg zu erreichen. Im Hageleite-Bruch (und einigen weiteren Brüchen der Umgebung) wurde der feinkörnige, gelbbraune bis weiße Sandstein des Oberen Keupers (Rät) abgebaut, der in zahlreichen Bauwerken Eisenachs, u. a. der Wartburg, verarbeitet wurde. Der Rätsandstein gehört zu den jüngsten mesozoischen Gesteinen Thüringens, die lediglich stellenweise in tektonischen Gräben (hier der Creuzburger Graben) erhalten geblieben sind. Er dokumentiert einen Meeresvorstoß innerhalb der sonst meist terrestrischen Keupersedimente. Sandige marine Sedimente wurden damals in einem küstenparallelen Streifen abgelagert, der von der Schweiz bis nach Schleswig-Holstein verfolgbar ist. | Krauthausen     | Lage |
| WAK_1369 |                | Schlothauerscher Steinbruch in Lauterbach                       | Sandstein, feinkörnig, Schluff bis Tonstein in dünnen Zwischenlagen         |                        | Einziger Aufschluss im Hauptlettenkohlensandstein NW-Thüringens im rekonstruierten Zustand. Dieser Aufschluss wurde schon von Naumann bearbeitet. Weber beschrieb ihn abermals. Durch Patzelt erfolgte eine neuere Beschreibung. Besonders in den letzten Jahrzehnten wurde der Bruch weitgehend mit Sperrmüll verkippt und nahezu unzugänglich. Eine Initiative ermöglichte die weitgehende Beräumung im Herbst 1995, wenigstens soweit, dass ein Großteil der wichtigsten Bruchwand wieder besichtigt werden kann. Der Müll wurde in der Bruchsohle einplaniert und abgedeckt. Die derzeitige Umzäunung soll erneute wilde Ablagerungen verhindern. Über die Tagespresse wurde die Bevölkerung auch über die Bedeutung des Aufschlusses informiert. | Lauterbach      | Lage |
| WAK_1392 |                | Ehemaliger Steinbruch im Engestieg                              | Glimmerschiefer, Amphibolith, Muskovitfels, Quarz, Erzgänge                 |                        | Im 1910 eröffneten und bis 1955 betriebenen Steinbruch wurde Amphibolit für den Straßenbau und als Zuschlagstoff für Beton abgebaut. Amphibolite sind metamorphe, meist dunkle Gesteine aus Mineralen der Amphibol-Gruppe (z. B. Hornblende) sowie Feldspat (> 10 %) und Quarz (< 10 %). Ausgangsgesteine des Amphibolits sind Andesit, Basalt Diorit oder Gabbro und somit Folge eines basischen Magmatismus. Der Amphibolit bildet im Bereich des Ruhlaer Kristallins (Teil der Mitteldeutschen Kristallinzone) in den Glimmerschiefern linsenförmige Körper und wird innerhalb der paläozoischen Ruhla-Gruppe der Gömigenstein-Formation zugeordnet. | Ruhla           | Lage |
| WAK_1397 | weitere Bilder | Steinbruch Thal-Heiligenstein                                   | Perphyr, Glimmerschiefer                                                    |                        | Ein geologisch bedeutsamer, kleiner Aufschluss am nördlichen Rand des Ruhlaer Kristallins. In dem kleinen alten Steinbruch wurde im vorigen Jahrhundert Schotter für den Wegebau gebrochen. Ähnliche Brüche gibt es im Territorium mit offensichtlich höherer Ausbeute auch weiter südlich-, überall dort, wo Porphyre und verwandte Gesteine in glutflüssiger Phase- vermutlich während des Rotliegend – in den Glimmerschiefer des Ruhlaer Kritallins eingedrungen sind. Im genannten Aufschluss ist es speziell ein Granitporphyr (mit Quarz, Feldspat, Glimmer), der direkt neben dem recht weichen, fettig-glänzenden, hellgrau bis rötlichen Glimmerschiefer ansteht. Die normalerweise im Granitporphyr enthaltenen millimeter- bis zentimetergroßen runden Quarzkörner sind hier unter hohem Druck im noch plastischen Zustand breitgezogen worden. Die Bezeichnung Kaulquappenquarz bürgerte sich ein. Der Otholklas und Biotit sind ebenfalls nahezu parallel im Gefüge angeordnet.                                                 | Ruhla           | Lage |
| WAK_1398 | weitere Bilder | Zechsteinaufschluss im Krumsberg bei Kittelsthal                | Zechsteinkalk/Riffkalk, Baryt in Spalten                                    |                        | gut erhaltene Steinbruchwand im Zechstein-Riff des Krumberges, Altbergbauspuren, Baryt. Lt. KÄSTNER wirkten die Strukturelemente des Variskischen Gebirges deutlich auf die Fazies- und Mächtigkeitsentwicklung des Zechstein 1 ein. Der nordwestl. Teil des Thüringer Waldes lag wie im Oberrotliegenden am Rande eines tieferen Sedimentationsbeckens, dem hochsalinaren Werra-Fulda-Becken. Zechstein 1 liegt in unterschiedlicher Fazies auf Gesteinen der Mitteldeutschen Kristallinschwelle auf. In Bereichen mit Untiefen sind mächtigere Sulfate, Schwellenkarbone, ungeschichtete und geschichtete Riffe ausgebildet. Das trifft auch auf die erfassten Felsbildungen bei Altenstein-Liebenstein und auch Seebach-Kittelsthal zu. Bis zu 100 m Mächtigkeit konnte solch ein Riff erreichen. Das Riffgestein ist feste, im frischen Zustand braungrauer, angewittert rost-bis gelbbrauner, fein-bis grobkristalliner, kavernöser oder löchriger z. T. dolomitischer Kalkgestein und nur selten Dolomit. Die Riffe sind ungeschichtet. | Ruhla           | Lage |
| WAK_1404 |                | Kalksteinbruch am Friedhof von Kranlucken                       | Kalkstein/Kalkmergelstein, dünnplattig, flaserig, knauerig                  |                        | Gut erhaltenes Profil im Unteren Wellenkalk mit südwestl. exponierter Hanglage. Die Schichtfolgen des Unteren Muschelkalks/Wellenkalkfolge sind nördlich von Kranlucken in einem recht breiten Streifen bis zu einer nördlich liegenden Störungszone am Stehberg anzutreffen. Durch WENDLAND wurde dieses Gebiet in vergleichende stratigraphische Untersuchungen einbezogen und mit Profilangaben belegt. Der Aufschluss am Friedhof dürfte damit in die Oolithbankzone reichen, hauptsächlich aber den Unteren Wellenkalk umfassen. Er eignet sich gut für detaillierte Untersuchungen und ist auch bestens für Fachexkursionen geeignet. | Schleid         | Lage |
| WAK_1505 |                | Kalksteinbruch Wendehausen nördlich von Treffurt                | Kalkstein, Kalkmergelstein, plattig bis bankig, flaserig, knauerig          | Unterer Muschelkalk    | Unmittelbar an der Kreisgrenze gelegener Aufschluss in Terebratel- u. Schaumkalkzone | Treffurt        | Lage |
| WAK_1506 |                | Rötaufschlüsse am Töpferstieg bei Treffurt                      | Schluffstein, Sandstein, Gips                                               | Oberer Buntsandstein   | Im mittleren Teil des geologischen Wanderpfades ist der Röt mit seinen Gipsen gut aufgeschlossen | Treffurt        | Lage |
| WAK_1555 | weitere Bilder | Kirchtalaufschlüsse                                             | Kalkstein, Mergelstein, dolomit. Kalkstein, flaserig bis plattig            |                        | Mehrere Böschungsanschnitte erschlossen beim Bau der Autobahn einige Bereiche des mu, mm, mo | Wutha-Farnroda  | Lage |
| WAK_1396 | weitere Bilder | Steinbruch im Wolfsberg bei Kittelsthal                         | dolomitischer Kalkstein, Riffkalk                                           |                        | Typisches Zechsteinriff im Grenzbereich des Ruhlaer Kristallins mit großem Aufschluss. Lt. KÄSTNER wirkten die Strukturelemente des Variskischen Gebirges deutlich auf die Fazies- und Mächtigkeitsentwicklung des Zechstein 1 ein. Der NW-liche Teil des Thüringer Waldes lag wie im Oberrotliegenden am Rande eines tieferen Sedimentationsbeckens, dem hochsalinaren Werra-Fulda-Becken. Zechstein 1 liegt in unterschiedlicher Fazies auf Gesteinen der Mitteldeutschen Kristallinschwelle auf. In Bereichen mit Untiefen sind mächtigere Sulfate, Schwellenkarbone, ungeschichtete und geschichtete Riffe ausgebildet. Das trifft auch auf die erfassten Felsbildungen bei Altenstein-Liebenstein und auch Seebach-Kittelsthal zu. Bis zu 100 m Mächtigkeit konnte solch ein Riff erreichen. Das Riffgestein ist feste, im frischen Zustand braungrauer, angewittert rost-bis gelbbrauner, fein-bis grobkristalliner, kavernöser oder löchriger z. T. dolomitischer Kalkgestein und nur selten Dolomit. Die Riffe sind ungeschichtet.    | Wutha-Farnroda  | Lage |

### Mineralien
| ID       | Bild | Bezeichnung                                    | Art | Stratigraphie | Beschreibung | Gemeinde        | Lage |
| -------- | ---- | ---------------------------------------------- | --- | ------------- | --- | --------------- | ---- |
| WAK_2030 |      | Schaubergwerk „Am Aschenberg“, Bad Liebenstein |     |               | Das kleine Schaubergwerk, kurz vor dem Ortsausgang von Bad Liebenstein in Richtung Trusetal, konnte 1995 der Öffentlichkeit zugänglich gemacht werden. Auf ca. 280 m Gleisanlagen sind Grubenlokomotiven und historische Förderwagen zu besichtigen. Die rustikale Bergmannsklause beherbergt detaillierte Dokumentationen mit zahlreichen Abbildungen über die Bergbaugeschichte in und um Bad Liebenstein und das Grubenrettungswesen sowie einen Fundus von Kristallen, Mineralien und Fossilien. | Bad Liebenstein | Lage |

### Fossilien
| ID      | Bild | Bezeichnung                | Art                            | Stratigraphie | Beschreibung | Gemeinde | Lage |
| ------- | ---- | -------------------------- | ------------------------------ | ------------- | --- | -------- | ---- |
| EA_1821 |      | Grube der Ziegelei Stregda | Tonsteine und Ton-Mergelsteine | Sinemurium    | In der Tongrube der Ziegelei Stregda bei Eisenach sind ein durchgehendes Profil vom Unteren bis Oberen Sinemur (Unterer Lias, Stufe a3-ß) aufgeschlossen. Die untere Sohle kann nur erschürft werden. Hier stehen dünnplattige, dunkelgraue bis schwarze, z. T. ölschiefrige Tonstein an. Besonderheiten bestehen in bis zu faustgroßen Karbont-Kongretionen und fossilreichen Schichten, die Ammoniten und Bivalven beinhalten. Die obere Sohle besteht aus einer monotonen Abfolge dünnplattiger, graugrüner bis bräunlich-grauer Tonsteine, die im Gegensatz zur unteren Sohle fossilarm sind. Sie beinhaltet nur vereinzelte Ammoniten im pyritisierten o. limonitisierten Zustand. | Eisenach | Lage |

### Lagerungsverhältnisse/Tektonik
| ID       | Bild           | Bezeichnung                                                       | Art                                                                        | Stratigraphie          | Beschreibung | Gemeinde           | Lage |
| -------- | -------------- | ----------------------------------------------------------------- | -------------------------------------------------------------------------- | ---------------------- | --- | ------------------ | ---- |
| WAK_1836 |                | Steinbruch Bischofroda                                            | dolomitische Mikrite, Kalkarenite, Kalkmergel und Glaukonit-führende Kalke |                        | Im Steinbruch Bischofroda wurde seit 1992 der Obere Muschelkalk abgebaut. Er besteht aus drei Brüchen von denen Teile schon wieder verfüllt wurden. Im jetzigen Bruch erstreckt sich auf der NW-Wand ein durchgängiges, fast 50 m mächtiges Profil von den obersten Teilen des Mittleren Muschelkalkes (W-Ecke unterste Sohle) bis zum Unteren Keuper (N-Ecke, Hangendkante). Die Schichten fallen nach NE ein und sind in Folge der Nähe zur Saalfeld-Arnstadt-Gothaer-Störungszone in großen und kleinen Maßstab eindrucksvoll verfaltet. Der Steinbruch gilt als einer der besten Fossilfundpunkte in der Thüringer Hauptmuschelkalkfolge. Die fossilreichen Schichten liegen im Bereich des Oberen Muschelkalks. Gehäuft treten Bivalven, Crinoiden, Ceratiten und Nautiliden innerhalb der „Trochitenkalk-Zone“ auf. Es wurden zuweilen auch Knochenreste von Nothosaurus gefunden. | Bischofroda        | Lage |
| EA_1219  | weitere Bilder | Aufschluss Göpelskuppe am Burschenschaftsdenkmal                  | Konglomerate, Tonstein, Kalkstein, Dolomit                                 | Oberrotliegend (Saxon) | Als „LehrAufschluss Göpelskuppe“ bekannte Hanganschnitt zeigt steilgestellte ro und z. | Eisenach           | Lage |
| EA_1213  |                | Aufschlussgebiet Alte Gemeinde Neuenhof                           | Konglomerate, Tonstein, Zechsteinkalk                                      | Oberrotliegend (Saxon) | Gebiet umfasst die im Tal am Grundbach geleg. Aufschlüsse des Oberrotliegend u. Zechsteins, die entlang des oberen Weges Richtung Franzosenfelsen befindl. riffähnl. Zechsteinkalkfelsgruppen bis hin zu den nahe des Rennsteigs geleg. Zechsteinklippen. Im Objekt ist der Übergang vom Rotliegend zum Zechstein dokumentiert. | Eisenach           | Lage |
| EA_1203  | weitere Bilder | Basaltgang am Bahnhof Hörschel und ehem. aufgeschl. Überschiebung | Limburgit                                                                  | Miozän                 | Am Bahnhof Hörschel wurde in der Stützwand am Hangfuß des Hörschelberges ein „geologisches Fenster“ ausgespart, in dem ein Basanit-Gang (dunkler, basaltähnlicher Vulkanit) im Muschelkalk zu sehen ist. Dieser Basanit-Gang ist das einzige tertiäre Vulkanitvorkommen des Thüringer Beckens und gleichzeitig der nordöstlichste Ausläufer des tertiären Rhönvulkanismus. | Eisenach           | Lage |
| EA_1220  |                | Eisenacher Güterbahnhofsüberschiebung                             | Kalk- und Kalkmergelstein, Tonstein, Sandstein                             | Keuper                 | Durch Baumaßnahmen in den 1960er Jahren entstandener großer BöschungsAufschluss im mo2/ku. | Eisenach           | Lage |
| EA_1218  | weitere Bilder | Neuer Gefilde-Aufschluss in Eisenach-Ost                          | Mergelstein, Kalkstein, flasrig, knauerig                                  |                        | Beispiel für die Tektonik im Einflussbereich der Mosbacher Störungszone. | Eisenach           | Lage |
| EA_1212  |                | Staffelbruch im Georgenthal bei Eisenach                          | Tonstein, Konglomerate, Fanglomerate                                       | Oberrotliegend (Saxon) | Kurz vor der Bahnunterführung der Bundesstraße 84 am südwestlichen Ortsausgang Eisenachs weist eine Erläuterungstafel auf eine steile Felswand aus Konglomeraten und rotbraunen siltigen Tonsteinen der Eisenach-Formation des Oberrotliegend hin. Durch tektonische Zerrungsvorgänge kam es hier zu staffelartigen Abschiebungen, die mit einer Neigung von 75 Grad einfallen. Entstanden ist dieser Aufschluss bei Straßen- und Bahnbauarbeiten im 19. Jh. | Eisenach           | Lage |
| EA_1216  |                | Zechsteinaufschluss im Bergbaurevier von Stedtfeld                | Tonstein (Kupferschiefer), Residualgestein, Zechsteinkalk                  | Zechstein              | Ein alter Tagebau wurde freigelegt, dabei eine wichtige Störung nachgewiesen. | Eisenach           | Lage |
| WAK_1256 |                | alter Kalksteinbruch bei Craula                                   | Kalkstein, Kalkmergelstein, bankig.plattit., flaserig-kauereig.            |                        | Für Craula vor ca. 80 Jahren angelegter Steinbruch in der Schaumkalkzone d. SE-Hainichgeb. Dieser kleine, alte Steinbruch war über lange Zeit in Vergessenheit geraten, dementsprechend verwachsen und teilweise auch mit Müll verkippt. Da die Gemeinde Craula 1995–96 einen neuen Naturlehrpfad gestaltete, ergab sich die Möglichkeit, den Bruch zu rekonstruieren. Zusätzlich konnten Erläuterungstafeln angebracht werden. Aufgeschlossen ist der obere Bereich der Schaumkalkzone (vermutlich mittlere und obere Bank) im Übergang zur Oricularisschicht. Gleich darüber setzt die Verebnungsfläche im Mittleren Muschelkalk ein und erstreckt sich bis weiter nordwärts gegen Craula hin zu einer Geländestufe mit den Trochitenkalken mo1. | Hörselberg-Hainich | Lage |
| WAK_1357 | weitere Bilder | Keuperaufschluss Ütteroda                                         | kleinstückig zerfallender Dolomitmergelstein                               |                        | Ca. 700 m südwestlich Ütteroda in Richtung Krauthausen befindet sich am Fuße der Hohleite (Hageleite) ein Aufschluss im Steinmergelkeuper, der von besonderer Ästhetik ist. Das grauviolette bis rötlichbraune, lagenweise auch grünlichgraue Gestein wird von mehreren kleinen Abschiebungen mit Versatzweiten bis ca. 1,5 m versetzt. Der Steinmergelkeuper wurde vor ca. 210 Mio. Jahren unter semiaridem Klima auf einer großen festländischen Schwemmebene mit einzelnen Playa-Seen abgelagert. Oberflächlich zerfällt er meist rasch zu einem kleinstückigen Grus. Diese in Thüringen nur an wenigen Stellen vorkommenden Gesteine sind hier im Creuzburger Graben durch tektonische Absenkung erhalten geblieben. Die Grabentektonik verursachte auch die im Aufschluss sichtbaren Verwerfungen. | Krauthausen        | Lage |
| WAK_1359 |                | Neue Tellberg-Aufschlüsse bei Deubachshof                         | Kalk-u. Mergelstein, Feinsandstein, Tonstein, Dolomit                      |                        | Im Zentrum des Creuzburger Grabens gelegener großer Aufschluss mit besonderer Tektonik. Der Creuzburger Graben mit seiner Fortsetzung in Hessen als Netra-Graben gehört mit einer Länge von 30 km zu den bedeutendsten geotektonischen Strukturelementen im saxonisch geprägten Mitteleuropa. Da er auch geomorphologisch gut erkennbar und durch zahlreiche Gesteinsaufschlüsse markiert ist, dient er häufig als Studienobjekt für Geologen und Geographen. Bei seiner Entstehung in Kreide-Tertiär entstanden punkt-u. linienhafte Aufpressungen neben großförmigen grabenartigen Einbrüchen. Typisch sind auch schmale, langgestreckte sog. Leistenschollen, die verkippt oder verkantet gegenüber den benachbarten Gesteinskörpern eingebrochen oder herausgehoben sind. Eine solche Situation zeigt der Tellberg. Eine schmale diapirartige Aufpressung von Mittl. Muschelkalk wird flankiert von Oberem Muschelkalk, dessen Schichten aufgerichteten, zerbrochen, geschleppt und z. T. gefaltet sind. Im nördlichen Aufschlussbereich | Krauthausen        | Lage |
| WAK_1361 |                | Zickelsbergaufschlüsse                                            | Kalkstein/Mergelstein, plattig bis bankig, flaserig-knauerig               |                        | Durch Autobahn- und Straßenbau wurde die Südwest-Flanke des Creuzburger Grabens angeschnitten. Am Werradurchbruch bei Hörschel wurde der westlich des Tales gelegene Zickelsberg angeschnitten. Die neueren Aufschlüsse entstanden jedoch durch Straßenbaumaßnahmen. Die untere Straße Pferdsdorf - Herleshausen legte bei ihrem Ausbau schöne Faltenstrukturen in der Oolithbankzone frei, die kaum beeinträchtigt sind. Der etwas darüber in Höhe der Autobahn entstandene Einschnitt hat die Terbratelzone mit dem Mittleren Wellenkalk angeschnitten. Es lassen sich sehr gut freigewitterte Hardgrounds und Tempestite studieren. Flaserig-plattige Lagen mit deutlichen Sigmuidalstrukturen bezeugen frühdiagenitischen Vorgänge. Eine für die sw Schulter des Creuzburger Graben charakteristische Tektonik ließ Bänke zerbrechen und dünnere Schichten verbiegen. Eine hervorragend ausgebildete Flexur ist einmalig für das Gebiet und häufig Ziel von Fachexkursionen.                                                             | Krauthausen        | Lage |
| WAK_1377 |                | Kalksteinbruch am Schliemenköpfchen bei Nazza                     | Kalkstein, Kalkmergelstein, plattig bis bankig, flaserig-knauerig          |                        | Sehr instruktiver Aufschluss der Schaumkalkzone, tektonisch interessantes Objekt. Dr. Patzelt hat diesen Bruch bearbeitet und seine Spezifika beschrieben. Versuche zur Erhaltung des Objektes -auch nach Beginn der Verkippung- wenigstens partiell noch, sind gescheitert. | Nazza              | Lage |
| WAK_1504 |                | Kalksteinbruch am Normannstein bei Treffurt                       | Kalkstein/Kalkmergelstein, plattig, flasering, knauerig                    | Unterer Muschelkalk    | Hoch gelegener Hanganschnitt in der Terebratelzone zwischen Adolfsburg und Normannstein | Treffurt           | Lage |
| WAK_1347 |                | Kalksteinbruch an der Kalten Laibe zwischen Creuzburg und Ifta    | Kalkstein/Mergelstein, bankig bis plattig, flaserig, knauerig              |                        | In den 1990er Jahren entstandener Aufschluss zum Abbau von Kalksteinschotter. Der Bruch wurde etwa 1991 begonnen und ist z. Zt. nicht in Nutzung. Eine Aufnahme wurde unter Mithilfe des Verf. von Dr. Patzelt Mühlhausen vorgenommen, jedoch bisher noch nicht veröffentlicht. Aufgeschlossen sind Bereiche des mu1 u. mu2; der mm beginnt wenig oberhalb im Waldgelände. Die Schaumkalkzone ist im oberen Bruchbereich gut zu beobachten. Bedeutungsvoll ist dieser Bruch durch eine größere Aufsattelung auf der oberen Sohle. Diese Störung dürfte in Verbindung mit der nördlichen Randlage zum Creuzburger Graben zu sehen sein. Der mu1 wurde keilförmig in den mu2 gepresst. Dadurch wurde dieser Teil der Schichtenfolge stark tektonisch beansprucht und zerrüttet, geklüftet, aufgelockert. Von der gesamten Bruchhöhe mit etwa 25 m entfallen etwa 12,15 m auf die obere Sohle. In der besonderen Tektonik liegt die Wertigkeit dieses Objektes.                                                                                 | Treffurt           | Lage |
| WAK_1565 | weitere Bilder | Die Weinbergbrüche von Wutha                                      | Kalkstein, Kalkmergelstein, plattig bis bankig, flaserig, knauerig         | Muschelkalk            | Nördlich von Wutha wird die steile nördliche Talflanke der Hörsel (Kleiner Hörselberg) von einer Verwerfung durchzogen, an der Unterer Muschelkalk gegen Mittleren Buntsandstein verworfen wurde. Die Verwerfung streicht nach Nordnordwest und endet zwischen Kleinem Hörselberg und Trenkelberg als Flexur. Der maximale Versatzbetrag von etwa 165 m wird am Hang unterhalb der ehemaligen Autobahn erreicht. | Wutha-Farnroda     | Lage |

### Sedimentstrukturen
| ID       | Bild           | Bezeichnung                                                          | Art                                                                  | Stratigraphie          | Beschreibung | Gemeinde            | Lage |
| -------- | -------------- | -------------------------------------------------------------------- | -------------------------------------------------------------------- | ---------------------- | --- | ------------------- | ---- |
| WAK_1349 |                | Buntsandsteinbruch am Südostausgang von Immelborn                    | Sandstein, fein-bis mittelkörnig u. Ton-u. Schluffstein              |                        | Etwa 900 m südsüdöstlich von Immelborn liegt nahe der Eisenbahnlinie am Beiersberg ein ehemaliger Steinbruch, der Gesteine der Calvörde-Folge des Unteren Buntsandsteins erschließt. Die knapp 250 Mio. Jahre alte Schichtenfolge besteht aus hellen, dickbankigen Sandsteinen mit dünnen Zwischenlagen aus Ton-Siltstein. Es sind Ablagerungen, die unter semiariden Klimabedingungen von breiten, aus zahlreichen Stromrinnen bestehenden und sich häufig verlagernden Flusssystemen aus südwestlicher Richtung in das Germanische Becken transportiert wurden. | Barchfeld-Immelborn | Lage |
| EA_1202  |                | Auflässige Lias-Tongrube Stregda                                     | Tonstein, Mergelstein                                                | Unterer Jura (Lias)    | Zur Zeit des Tonabbaus guter und einziger besuchenswerter LiasAufschluss. | Eisenach            | Lage |
| EA_1204  | weitere Bilder | Aufschluss an der Wartburgschleife                                   | Konglomerat/Fanglomerate, Ton- und Siltstein                         | Oberrotliegend (Saxon) | Am Parkplatz (ehemaliger Steinbruch) westlich und unterhalb der Wartburg sind Gesteine der bis zu mehrere hundert Meter mächtigen Eisenach-Formation des Oberrotliegend aufgeschlossen. Vor etwa 275 Mio. Jahren wurden hier die Abtragungsprodukte (Ton, Silt, Sand, Kies, Schutt) des kurz vorher entstandenen variszischen Gebirges abgelagert. Brekzien aus fest verbackenen, fluviatil transportierten Gesteinstrümmern (Granit, Rhyolith, Glimmerschiefer, Gneis, Quarz) wechseln mit roten, feinschichtigen Tonsiltstein-Bänken, die in flachen Seen abgelagert wurden. Das trocken-heiße Klima des Oberrotliegend führte zur Oxidation von Eisenverbindungen und damit zur Rotfärbung der Gesteine. | Eisenach            | Lage |
| EA_1200  |                | Frankenstein-Wand bei Hörschel                                       | Kalkstein/Mergelstein, plattig bis bankig, knauerig-flaserig         | Unterer Muschelkalk    | Gut erhaltenes, natürlich entstandenes Profil im Mittleren Wellenkalk östlich von Hörschel. | Eisenach            | Lage |
| WAK_1389 |                | 4 auflässige Muschelkalkbrüche in nordöstlicher Randlage von Geismar | Kalkstein, Kalkmergelstein, flaserig-knauerig bis bankig             |                        | 4 in Ortsrandlage Geismars gelegene ältere große Seitenentnahmen zeigen noch mu-Profile. Mehrere in der Ortslage Geismar gelegene Kalkstienbrüche wurden früher zur Schotterentnahme genutzt. Ihre Profile sind z. T. noch recht gut erhalten und für gewisse vergleichende stratigraphische Untersuchungen geeignet. Sie vervollständigen evtl. ein in den großen Brüchen gewonnenes Bild. WENDLANDS Arbeiten scheinen die Brüche Geismars mit einbezogen zu haben, führen aber keine besonderen Hinweise auf die Einzelobjekte. Das ganze Gebiet-bis hin zum basaltischen Rockenstuhl-stellt ein großes, von der Abtragung übriggebliebenes Muschelkalkplateau dar, was nach dem Tertiär bis zum Mittleren Wellenkalk abgetragen wurde. Die vorbasaltishce Landoberfläche trug noch Oberen Muschelkalk, wie unter der Basaltkuppe des Rockenstuhls anzutreffen. In den Aufschlüssen ist der unterste Wellenkalk bis zur Oolithbankzone nazutreffen.3                                                                | Geisa               | Lage |
| WAK_1300 |                | Auflässige Buntsandsteinbrüche in Dippach                            | Sandstein, fein- bis mittelkörnig, Schluff- u. Tonsteinlagen         |                        | Am östlichen Rand der Werraaue bei Dippach gelegene, gut erhaltene größere Buntsandsteinwände. Der Untere Buntsandstein bedeckt etwa 50 % der Fläche der Geologischen Karte 1:25.000 Berka/Werra. Der Mittlere Buntsandstein tritt nur noch in Resten auf, ist also weitgehend abgetragen. Die Morphologie der Landschaft beiderseits der Werraaue wird von flachen Höhenrücken, Mulden und abgerundeten flachen Sätteln bestimmt, Störungen treten nicht in Erscheinung. | Werra-Suhl-Tal      | Lage |
| WAK_1336 |                | Felsböschung an der Straßentrasse nordöstlich Gerstungen             | Sandstein fein- bis mittelkörnig, Schluff-u. Tonsteinlagen           |                        | Durch den Straßenbau wurde etwa 1961 diese lange Böschung in der Bernburgfolge freigelegt. Im Jahre 1961 wurde an der Südflanke des Flenselsberges durch den Bau einer Eisenbahn- und Straßentrasse über eine Länge von mehreren hundert Metern der Untere Buntsandstein – die Bernburgfolge – angeschnitten. Noch heute sind trotz aufkommenden Bewuchses große Abschnitte in gutem Zustand erhalten, so dass insbesondere bei Geologen-Exkursionen diese instruktiven Schichtprofile gern besucht werden. Dickbankige Sandsteine, die im Bauwesen zu verwenden wären, sucht man hier vergebens. Stattdessen wechseln in vielfacher Folge dezimeterstarke, wenig feste Sandsteine mit dünnen, teils sogar dünnblättrigen Schluff-Tonsteinlagen. In den oberen Schichten fallen durch ihr Glitzern massenhaft eingelagerte Glimmerschüppchen auf. Die Gesteinsfarben wechseln von überwiegend rötlichen und weißlichen Zonen im unteren Bereich zu teils graugrünen und rotbraunen Farbtönen in den oberen Schichten. | Werra-Suhl-Tal      | Lage |
| WAK_1523 |                | Buntsandstein-Felswände in der Ortslage Wiesenthal                   | Sandstein fein- bis mittelkörnig, violett bis rotbraun, Schluffstein | Buntsandstein          | ein fast 20 m mächtiges durchgängiges Profil im Sollingsandsatein, unterteilt in Teilabschnitte | Wiesenthal          | Lage |

### Typlokalitäten/Richtprofile
| ID       | Bild           | Bezeichnung                                         | Art                                                                       | Stratigraphie | Beschreibung | Gemeinde           | Lage |
| -------- | -------------- | --------------------------------------------------- | ------------------------------------------------------------------------- | ------------- | --- | ------------------ | ---- |
| WAK_1294 |                | Buntsandsteinbruch Hartschwinden                    | Sandstein mittel-bis grobkörnig, rot bis rotweiß                          |               | eine lange bekannter u. oft besuchter Aufschluss im Mittleren Buntsandstein, evtl. Typuslokalität | Dermbach           | Lage |
| WAK_1297 |                | Kalksteinbruch am Emberg bei Oberalba               | Kalkstein/Mergelkalkstein, plattig, flaserig, knauerig, z. T. bankig      |               | Angeschnittene Oolithbankzone in einem auflässigen Steinbruch am Emberg bei Oberalba | Dermbach           | Lage |
| WAK_1365 | weitere Bilder | Zechsteinaufschluss am Bahnhof Förtha               | Konglomerate, Tonstein, dolomitischer Kalkstein                           |               | Nur wenige Aufschlüsse sind so bekannt geworden wie der Aufschluss am Bahnhof Förtha, denn ihm hat der Geologe Hans Cloos 1947 in seinem vielgelesenen Buch „Gespräch mit der Erde“ voller Begeisterung ein ganzes Kapitel gewidmet. Über roten Tonsiltsteinen und Konglomeraten, die in einer wüstenähnlichen Landschaft im Oberrotliegend (Eisenach-Formation) abgelagert wurden, transgredierte vor ca. 255 Mio. Jahren das Zechstein-Meer. Dabei wurden die obersten Meter der Oberrotliegend-Sedimente gebleicht („Grauliegendes“). Die aufgeschlossenen Sedimente des Zechsteins umfassen den unteren Teil der Werra-Folge: An der Basis das Zechstein-Konglomerat (aus dem hier bereits marine Fossilien bekannt sind), darüber folgen der Kupferschiefer (mit Altbergbau!), die Kalkmergelsteine des Werra-Karbonats und am Top des Aufschlusses die kleinkavernösen Kalkdolomitsteine des Anhydritknoten-Dolomits („Blasenschiefer“).                | Gerstungen         | Lage |
| WAK_1264 |                | Rabenhög-Bruch im Behringer Holz                    | Kalkstein, Kalkmergelstein, bankig.plattig, flaserig bis kauerig          |               | Der Rabenhögbruch kann als Typuslokalität der Schaumkalke (lt. Naumann) bezeichnet werden. | Hörselberg-Hainich | Lage |
| WAK_1390 | weitere Bilder | Alter Steinbruch am ehemaligen Bahnhof Ruhla        | Amphibolit, Turmalin-Granat-Biotitschiefer, Gneise und andere             |               | Der ehemalige, bis 1930 betriebene Steinbruch direkt an der Straße am nördlichen Ortseingang von Ruhla („ehem. Bahnhof“) gibt einen Einblick in Teile der Gömigenstein-Formation des Ruhlaer Kristallins (siehe „Mommelstein bei Brotterode“). Anstehend sind Amphibolite mit metasomatischen „Glimmerfels“-Gängen und untergeordnet Chlorit-Glimmerschiefer mit Turmalinit-Linsen. Während dieser Steinbruch Privatbesitz und daher meist verschlossen ist, liegt im Wald direkt darüber ein zweiter, zugänglicher Steinbruch, in dem der „Erbstrom-Gneis“ abgebaut wurde. Dieses Gestein geht auf ein silurisches saures magmatisches Ausgangsgestein (Edukt) zurück, das bei der variszischen Metamorphose zusammen mit den anderen Gesteinen des Ruhlaer Kristallins amphibolitfaziell überprägt wurde. Bemerkenswert ist hier zudem ein von Mineraliensammlern stark beschürfter Quarzgang, der neben Arsenkies auch Spuren von gediegenem Gold enthält. | Ruhla              | Lage |
| WAK_1514 |                | Auflässiger Sandsteinbruch am Siechenberg bei Vacha | Sandstein, mittel- bis grobkörnig, rotbraun, mit Lagen von Schluff/Tonst. | Buntsandstein | Eine weithin leuchtende rote Felswand nördlich Vacha gehört in den Mittleren Buntsandstein | Vacha              | Lage |

### Fluviatile und gravitative Abtragungs- und Ablagerungsformen
| ID       | Bild           | Bezeichnung                                                             | Art                                                        | Stratigraphie          | Beschreibung | Gemeinde           | Lage |
| -------- | -------------- | ----------------------------------------------------------------------- | ---------------------------------------------------------- | ---------------------- | --- | ------------------ | ---- |
| WAK_1642 |                | Nordmannsteine                                                          |                                                            |                        | Aufgeschlossen als Prallhänge durch die Werra, zeigt die Steilwand der Nordmannsteine Kalksteinablagerungen des Unteren Muschelkalks, im Wechsel in dickbankigen und dünnplattigen Ausbildungen. Etwa in halber Höhe der Steilwand befinden sich zwei Terebratelbänke, die durch Verwitterungsvorgänge herausmodelliert wurden. | Amt Creuzburg      | Lage |
| EA_1668  |                | An der Probstwand bei Neuenhof                                          |                                                            |                        | | Eisenach           | Lage |
| EA_1209  | weitere Bilder | Drachenschlucht bei Eisenach                                            | Konglomerate, Fanglomerate                                 | Oberrotliegend (Saxon) | Am Ortsausgang Eisenach an der B 19 nach Meinigen befindet sich unterhalb der Hohen Sonne die als Ausflugsziel beliebte Drachenschlucht. Sie ist eine durch die Erosionstätigkeit des Steinbachs entstandene Klamm im Wartburg-Konglomerat der Eisenach-Formation (Oberrotliegend). Die rasch wechselnde Richtung der klammartigen Einschnitte geht auf die Hauptkluftrichtungen im Wartburg-Konglomerat zurück, denen der Bach erosiv folgte. Auskolkungen und bis zu 3 m hohe Strudelnischen sind weitere eindrucksvolle Zeugen der Erosionstätigkeit des Baches. | Eisenach           | Lage |
| EA_1211  | weitere Bilder | Elfengrotte bei Eisenach                                                | Konglomerate/Fanglomerate, Ton- und Siltstein              | Oberrotliegend (Saxon) | Einzigartiger Felsenkessel im Konglomeratgestein mit kleinem Wasserfall und Blockversturz. | Eisenach           | Lage |
| EA_1208  | weitere Bilder | Landgrafenschlucht                                                      | Konglomerate, Fanglomerate                                 | Oberrotliegend (Saxon) | Durch Tiefenerosion entstandene tiefe Talrinne im Oberrotliegenden/Eisenach-Folge. | Eisenach           | Lage |
| EA_1207  | weitere Bilder | Ludwigsklamm                                                            | Konglomerate, Fanglomerate                                 | Oberrotliegend (Saxon) | Durch Tiefenerosion entstandene Talrinne im Oberrotliegenden/Eisenach-Folge. | Eisenach           | Lage |
| EA_1210  | weitere Bilder | Michelskuppe in Eisenach                                                | Kalkstein, Kalkmergelstein, Sandstein, Tonstein            |                        | Im Nordwesten der Stadt Eisenach ragt die Michelskuppe ca. 50 m über die Talsohle empor. Sie ist die angehobene und überkippte südliche Flanke des Creuzburger Grabens. Durch die steile Aufrichtung und Überkippung der Gesteinsschichten im Zuge der Grabenbildung und die Heraushebung des Thüringer Waldes während der Oberkreide liegen hier jetzt die älteren Gesteine über den jüngeren: Der den Höhenzug der Michelskuppe bildende Untere Muschelkalk wird wenig südlich vom Oberen Buntsandstein überlagert (nicht aufgeschlossen). | Eisenach           | Lage |
| WAK_1401 |                | Blockfelder am Schleidsberg bei Kranlucken                              | Basalt/Limburgit n. alter Kartierung in grobstückiger Form |                        | Basaltisches Blockmeer am südwestlichen Hangbereich mit anthropogenen Zeugnissen. Basaltblockmeere sind in Hanglagen der vulkanischen Basaltkuppen der Rhön relativ häufig. Entweder sind vor langer Zeit große Abschnitte des zu primatischen Säulen erstarrten basischen Magma-Körpers durch Verwitterungsprozesse zerfallen. Oder es erfolgte die Basaltabsonderung klüftig-plattig-blockartig und zerfiel örtlich allmählich zu grobstückigen Blockhalden. Besonders im Pleistozän – wenn extreme Klimabedingungen mit Frostsprengung wirksam waren – dürften die oft beachtliche Ausmaße einnehmenden Blockmeere entstanden sein. Hinzu kommen Bedingungen des Untergrundes. Hier kam es zu Abgleiterscheinungen an den Hängen, so dass die Blockmeere u. U. weit ab von ihrem Ursprungsgebiet zur Ablage gelangten. Das Blockmeer hat außerdem Wallanlagen als Zeugnisse keltischer Besiedelung. | Geisa              | Lage |
| WAK_1335 |                | Auflässige Sand- und Tongrube im Neseltal westlich Gerstungen           | Sande, Tone                                                |                        | Oberpliozäne Sedimente wurden in einer Sand- u. Tongrube des Nesseltals abgebaut. Am westlichen Ortsrand von Gerstungen kann man auf einem Feldweg die Autobahn A 4 unterqueren und in das Nesseltal gelangen. Am Westrand des Waldes, ca. 500 Meter nach der Autobahnbrücke befindet sich eine Sand- und Tongrube, in der noch vor einigen Jahren Kies und Sand abgebaut wurde. Aber auch Ton, der sich für die keramische Industrie gut eignete, wurde hier früher gewonnen. An der oberen Kante der Grube erkennt man ihn als blaugrauen Streifen. 1876 berichtete Friedrich Moesta in seinen Erläuterungen zur geologischen Kartierung über die im Tertiär entstandenen Ablagerungen: „Die Thone nehmen die Basis ein und sollen Bohrversuchen zufolge eine erhebliche Mächtigkeit erreichen. Dieselben sind von großer Reinheit, frei von Schwefelkies und Gypsausscheidungen, wie solche den älteren Braunkohlethonen Hessens in der Regel beigemengt sind. Die Farben sind weiss, grau und bläulich, seltener roth oder gelb.“ | Gerstungen         | Lage |
| WAK_1544 |                | Die Luisengrotte am Rennsteig                                           | Konglomerat, Fanglomerat, Siltstein                        | Oberrotliegend (Saxon) | Steile, gebogene Felswand, die durch leichten Überhang grottenähnlich ist. | Gerstungen         | Lage |
| WAK_1656 | weitere Bilder | Großer und kleiner Hörselberg                                           |                                                            |                        | Der Kleine Hörselberg (426 m über NHN) sowie der Große Hörselberg (484 m über NHN) gehören zu einem Höhenzug, der nördlich durch das Nessetal und südlich durch das Hörseltal begrenzt wird. Der bei Bildung des Thüringer Waldes emporgepresste südwestliche Muschelkalkrand des Thüringer Beckens bildet in diesem Bereich eine imposante Steilstufe mit ca. 20 Grad nach Nord einfallenden Schichtflächen. Im Süden sind bis zu 75 m hohe Steilstufen zu finden. | Hörselberg-Hainich | Lage |
| WAK_1657 |                | Zechsteinriff am Wolfsberg                                              |                                                            |                        | | Ruhla              | Lage |
| WAK_1402 |                | Blockmeer am Mannsberg                                                  | Nephelin-Voidite nach mod. Nomenkl.                        |                        | Durch den Zerfall einer großen Nephelin-Basaltdecke entstandener Blockschutt. Basaltblockmeere sind in Hanglagen der vulkanischen Basaltkuppen der Rhön relativ häufig. Entweder sind vor langer Zeit große Abschnitte des zu prismatischen Säulen erstarrten basischen Magma-Körpers durch Verwitterungsprozesse zerfallen, oder es erfolgte die Basaltabsonderung klüftig-plattig-blockartig und zerfiel örtlich allmählich zu grobstückigen Blockhalden. Besonders im Pleistozän, wenn extreme Klimabedingungen mit Frostsprengung wirksam waren, dürften die oft beachtliche Ausmaße einnehmenden Blockmeere entstanden sein. Hinzu kommen Bedingungen des Untergrundes, insbesondere wenn plastische und wasseraufnahmefähige Schichten z. B. des Keupers oder Muschelkalks von den Blöcken bedeckt wurden. Hier kam es zu Abgleiterscheinungen an den Hängen, so dass die Blockmeere u. U. weit ab von ihrem Ursprungsgebiet zur Ablage gelangten.                                                                              | Schleid            | Lage |
| WAK_1641 |                | Adolfsburg                                                              |                                                            |                        | Berg aus den Kalk-, Kalkmergel- und Tonsteinen des Unteren und Mittleren Muschelkalks nördlich Treffurt. Benannt wurde dieser Berg mit einer Gipfelhöhe von ca. 378 m ü. NHN nach einer dort errichteten hölzernen Belagerungsburg der Truppen des Adolfs von Nassau. Vom Aussichtspunkt auf dem Berggipfel erschließt sich einem ein guter Blick über Treffurt und das hessisch-thüringische Grenzgebiet am Heldrastein. | Treffurt           | Lage |
| WAK_1500 |                | Bergsturzgebiet im Muschelkalk des Hohen Iberges bei Schnellmannshausen | Kalkstein, Kalkmergelstein, Tonstein des Röt               | Unterer Muschelkalk    | Im NW-Randbereich der Scherbdaer Platte gelegenes größeres Bergsturzgebiet mit aktuell. Bew. | Treffurt           | Lage |
| WAK_1534 |                | Basaltblockmeere am Geiskopf bei Wölferbütt                             | Alkalibasalt, Tephrit-Basanit n. moderner Nomenklatur      |                        | Der Geiskopf gehört zu einer ganzen Reihe basaltischer Kuppen der Vorderrhön, die während des Miozäns (Tertiär) als Vulkane entstanden sind und einem Untergrund aus Gesteinen der Trias aufsitzen. Weit verbreitet sind vor allem Tholeiitische Basalte, Alkali-Basalte und Basanite. Durch den Gesteinsabbau zu Beginn des 20. Jh. wurden Basaltsäulen freigelegt, die in der Felswand fast senkrecht stehen, aber im oberen Abschnitt östlich abbiegen. Durch den Zerfall der Basaltsäulen sind die an den Hängen des Geiskopfes verbreiteten Blockfelder entstanden. | Vacha              | Lage |

### Glaziale und periglaziale Abtragungs- und Ablagerungsformen
| ID       | Bild | Bezeichnung                                    | Art                        | Stratigraphie | Beschreibung | Gemeinde      | Lage |
| -------- | ---- | ---------------------------------------------- | -------------------------- | ------------- | --- | ------------- | ---- |
| WAK_1284 |      | Ehemaliger Gipsbruch im Klosterholz bei Ebenau | Gips/Anhydrit, Mergelstein |               | Einziger gut erhaltener Gipsaufschluss im Mittleren Muschelkalk des Gebietes, oberhalb der Nordmannsteine gelegen. Der in der Anhydritfolge angelegte Gipsbruch wurde vermutlich in der 1. Hälfte des 19. Jh. betrieben. Bemerkenswert sind die im Bruchgelände liegenden alten großen Mahlsteine. Vermutlich gab es hier einen Kollergang, mit dem das Material vorzerkleinert wurde. Nauman beschreibt diesen Bruch als einzig im Abbau befindliches Vorhaben zu seiner Zeit (ca. 1900). Die Lage gegenüber Ebenau bewirkte jedoch recht weite Transportwege bis Creuzburg. Der Bruch ist in 2 Abbausohlen gegliedert, seitlich befinden sich noch kleinere Entnahmegruben, und Halden. Der Gips liegt nur wenig unter den Trochitenkalken des Oberen Muschelkalkes. Schöne Fältelungen der Gipsschnüre sind zu beobachten. Marienglasähnliche Bildungen und weißer Fasergips sind nicht selten. | Amt Creuzburg | Lage |

### Lösungsbedingte Abtragungs- und Ablagerungsformen
| ID       | Bild           | Bezeichnung                                                           | Art                                                                                      | Stratigraphie                                                          | Beschreibung | Gemeinde            | Lage |
| -------- | -------------- | --------------------------------------------------------------------- | ---------------------------------------------------------------------------------------- | ---------------------------------------------------------------------- | --- | ------------------- | ---- |
| WAK_365  |                | Altensteiner Höhle                                                    | geschichtete und massige Karbonate, mindestens 4 Makrolithotypen, z. T. sehr fossilreich | Werra-Folge                                                            | Die Altensteiner Höhle liegt am Südrand des westlichen Thüringer Waldes in der Gemeinde Schweina. 1799 bei Straßenbauarbeiten zufällig entdeckt, begann bereits ab 1801 der öffentliche Besucherverkehr. Mit einer Ganglänge von 1785 m ist die Altensteiner Höhle die längste Höhle Thüringens. Etwa 330 m sind für den Besucherverkehr erschlossen. Neben ihrer historischen und speläologischen Bedeutung ist die Höhle ein bedeutender geologischer Aufschluss verschiedener Bereiche eines über 250 Millionen Jahre alten tropischen Zechstein-Riffs und bedeutender Fossilfundpunkt. | Bad Liebenstein     | Lage |
| WAK_1235 |                | Das Felsentheater und andere Felsgruppen im Liebensteiner Riffkomplex | Zechsteindolomit, Riffkalk                                                               |                                                                        | Im Zechsteinriff von Liebenstein gelegenes Höhlensystem mit Einbruchkessel und Felsbildungen. Die Strukturelemente des Variskischen Gebirges wirkten deutlich auf die Fazies- und Mächtigkeitsentwicklung des Zechstein ein. Der nordwestliche Teil des Thüringer Waldes lag wie im Oberrotliegend am Rande eines tieferen Sedimentationsbeckens, dem hochsalinaren Werra-Fulda-Becken. Gesteine des Zechsteins liegen in unterschiedlicher Fazies auf Gesteinen der Mitteldeutschen Kristallinschwelle auf. In Bereichen mit Untiefen sind mächtigere Sulfate, Schwellenkarbonate, ungeschichtete und geschichtete Riffe ausgebildet. Das trifft auch auf die erfassten Felsbildungen bei Altenstein-Liebenstein und auch Seebach-Kittelstahl zu. Bis zu 100 m Mächtigkeit konnte solch ein Riff erreichen. Das Riffgestein sind feste, im frischen Zustand braungraue, angewittert rost- bis gelbbraune, fein-bis grobkristalline, kavernöse oder löchrige z. T. dolomitische Kalkgesteine, selten Dolomit. | Bad Liebenstein     | Lage |
| WAK_1237 |                | Höhlen im Altensteiner Zechsteinriff                                  | Zechsteindolomit, Kalkstein                                                              |                                                                        | Karstformen im Altensteiner Riff-Komplex, teilweise erschlossen für Besucherverkehr. Neben der nahezu 200-jährigen Altensteiner Höhle, die in letzter Zeit noch wesentlich weiter erforscht wurde, gibt es im Gebiet benachbart: Die Blechschmidthöhle Koord. r: 3595250 siehe Foto; den Felsenkeller der Wangemannsburg r: 359503, h: 563380; den Höhlenwasseraustritt (Quelle) am Schloss Glücksbrunn r: 3594800, h: 5633500. Diese Objekte wurden zwar als Geotope mit erfasst, haben aber nicht die Bedeutung wie die Altensteiner Höhle – werden daher hier nicht näher erklärt. | Bad Liebenstein     | Lage |
| WAK_1650 |                | Tümpel bei Glücksbrunn                                                |                                                                                          |                                                                        | Zu diesem Geotop gehört der im nördlichen Teil gelegene Marienschacht sowie mehrere kleine Schieferhalden. Diese Halden entstanden durch den Abbau von Kupferschiefer und sind Zeugnisse des untertägigen Bergbaus. Im südlichen Teil stehen Lettenschichten des oberen Zechstein an. Der Tümpel ist ein Standgewässer, der sich zu einem schutzwürdigen Biotop entwickelt hat. | Bad Liebenstein     | Lage |
| WAK_1817 |                | Altensteiner Höhle                                                    | gebankte und massige Kalke, tw. dolomitisch und tw. limonit-vererzt                      | Werra-Karbonat in Riff-Fazies (vorwiegend massige, biogene Kalksteine) | Die Altensteiner Höhle liegt am Südrand des westlichen Thüringer Waldes in der Gemeinde Schweina. 1799 bei Straßenbauarbeiten zufällig entdeckt, begann bereits ab 1801 der öffentliche Besucherverkehr. Mit einer Ganglänge von 1785 m ist die Altensteiner Höhle die längste Höhle Thüringens. Etwa 330 m sind für den Besucherverkehr erschlossen. Neben ihrer historischen und speläologischen Bedeutung ist die Höhle ein bedeutender geologischer Aufschluss verschiedener Bereiche eines über 250 Millionen Jahre alten tropischen Zechstein-Riffs und bedeutender Fossilfundpunkt. | Barchfeld-Immelborn | Lage |
| WAK_1648 |                | Erlensee bei Ettmarshausen                                            |                                                                                          |                                                                        | | Barchfeld-Immelborn | Lage |
| WAK_1652 |                | Salzteich Immelborn                                                   |                                                                                          |                                                                        | Etwa 900 m südsüdöstlich von Immelborn liegt nahe der Eisenbahnlinie am Beiersberg ein ehemaliger Steinbruch, der Gesteine der Calvörde-Folge des Unteren Buntsandsteins erschließt. Die knapp 250 Mio. Jahre alte Schichtenfolge besteht aus hellen, dickbankigen Sandsteinen mit dünnen Zwischenlagen aus Ton-Siltstein. Es sind Ablagerungen, die unter semiariden Klimabedingungen von breiten, aus zahlreichen Stromrinnen bestehenden und sich häufig verlagernden Flusssystemen aus südwestlicher Richtung in das Germanische Becken transportiert wurden. | Barchfeld-Immelborn | Lage |
| WAK_1511 |                | Bernshäuser Kutte                                                     |                                                                                          | Mittlerer Buntsandstein                                                | Ca. 500 m südöstlich Bernshausen, nahe der Ortsverbindung nach Roßdorf, liegt ein großer Erdfallsee mit 250 m Durchmesser. Der Erdfallsee entstand durch die unterirdische Lösung des Steinsalzes der Werra-Folge (Zechstein), das die Schichten des Buntsandstein-Hügellandes in Südwestthüringen weitflächig unterlagert. Dabei entstanden Hohlräume, über denen das Deckgebirge nachsackte. Die an der Erdoberfläche einbrechende Senke ist heute teilweise mit Wasser gefüllt. Ähnliche Erdfallseen sind z. B. die 2 km südöstlich liegende Roßdorfer Kutte und der Burgsee in Bad Salzungen. | Dermbach            | Lage |
| EA_1662  |                | Donnerkaute bei Neuenhof                                              |                                                                                          |                                                                        | Die Donnerkaute ist eine flache, trichterförmige Vertiefung auf einem Wiesengelände hinter dem südl. Ortsrand. Der durch Auslaugeng des Zechsteinsalinars entstandene Erdfall besitzt einen Durchmesser von ca. 30 m und ist ca. 6 m tief. | Eisenach            | Lage |
| EA_1214  |                | Erdfallgebiet bei Neuenhof                                            |                                                                                          | Zechstein                                                              | Ein Erdfallgebiet des Zechsteins liegt südwestlich von Neuenhof. | Eisenach            | Lage |
| WAK_1327 |                | Große Röt-Böschung am Geisabach mit Hangrutschung                     | Schluff- und Tonsteine, rotbraun bis rot, violett, grau                                  |                                                                        | Eine große Hangrutschung 1993 im Röt und darunter in der Bachaue angschnittenes Profil. | Geisa               | Lage |
| WAK_1321 |                | Dolinenhänge bei Frauensee                                            |                                                                                          |                                                                        | in einem Waldstück nordwestlich Frauensees gelegenes einzigartiges Erdfallgebiet | Gerstungen          | Lage |
| WAK_1655 |                | Erdfälle bei Dönges und Frauensee                                     |                                                                                          |                                                                        | | Gerstungen          | Lage |
| WAK_1654 | weitere Bilder | Kristallgrotte Merkers                                                |                                                                                          |                                                                        | Die Besucher lernen auf der ca. 25 km langen Grubenfahrt bei 22 bis 24 °C in bis 800 m Teufe die bergmännische Arbeitswelt sowie die Geschichte des Kalibergbaus kennen, erdgeschichtliche Vorgänge werden veranschaulicht und der Abbau der Kalisalze gezeigt. Im 250 m langen und bis 17 m hohen Großbunker, in dem auch Konzerte veranstaltet werden, ist der größte untertägig eingesetzte Schaufelradbagger zu besichtigen. Im historischen Goldraum wurden im Jahr 1945 die Devisen- und Goldbestände der Deutschen Reichsbank sowie zahlreiche Kunstgüter gelagert. Höhepunkt der Befahrung ist die 1980 entdeckte, bis zu 10 m hohe Kristallgrotte mit ihren milchigweißen bis wasserklaren Steinsalzkristallen mit Kantenlängen bis zu einem Meter an Wänden und Decke. | Krayenberggemeinde  | Lage |
| WAK_1394 |                | Gipsbruch Kittelsthal                                                 | dolimitische Kalke, Tonstein, Gips                                                       |                                                                        | Einziger Übertrag-Aufschluss vom Werra-Anhydrit im NW Thüringen mit guten Studienmöglichkeiten. Der Kalkberg bei Kittelsthal ist an seinem Südhang durch sehr alten Steinbruchbetrieb angeschnitten. Die heute noch als GND erhaltene Felswand war ursprünglich noch ca. 10 m höher, bzw. die Sohle 10 m tiefer. Erhebliche Müllaufschüttungen drohten den Bruch völlig zuzukippen. Die Unterschutzstellung und heutige regelmäßige Pflegearbeiten lassen das Objekt noch besuchenswert erscheinen. Namhafte Geologen besuchten schon früher diesen Bruch regelmäßig und bearbeiten ihn. Goethe war gleichfalls hier und schuf eine kleine Skizze, siehe anbei. Früher wurde der Gips gewonnen und in einem als Rest noch erhaltenen Schachtofen gebrannt. Reiner weißer Alabaster diente zur Herstellung von Ziergegenständen. Berühmt sind auch die Schlotten der Überbleibsel noch zu sehen sind. Eine genaue geolog. Beschreibung liefert KÄSTNER in der angegebenen Literatur                            | Ruhla               | Lage |
| WAK_2029 |                | H03 Kittelsthaler Höhle, Ruhla                                        |                                                                                          |                                                                        | Die bereits seit 1896 öffentlich zugängliche Höhle im Ruhlaer Ortsteil Kittelsthal befindet sich in einem ehemaligen Zechstein-Riff. Sie wurde beim Abbau eines Baryt-Ganges entdeckt, der heute als Zugang dient. Ein wasserwegsames Kluftnetz und große Mengen schwach mineralisierter Wässer aus dem Thüringer Wald waren günstige Voraussetzungen für die Verkarstung, die bereits im Tertiär ca. 1 00 - 1 50 m über dem heutigen Talniveau begann. Die Gesamtlänge der Tropfsteinhöhle wird heute mit ca. 800 m angegeben, nur ein kleiner Teil davon ist für den Besucherverkehr erschlossen. | Ruhla               | Lage |
| WAK_1640 |                | Bornberg-Sülzenberg                                                   |                                                                                          |                                                                        | | Treffurt            | Lage |

### Verwitterungsformen
| ID       | Bild | Bezeichnung                                         | Art                                | Stratigraphie          | Beschreibung | Gemeinde        | Lage |
| -------- | ---- | --------------------------------------------------- | ---------------------------------- | ---------------------- | --- | --------------- | ---- |
| WAK_1393 |      | Die Gerbersteine am Rennsteig bei Ruhla             | Granit, grobkörniger Biotitgranit  |                        | Höchster Punkt im WAK, Granitgipfel als Felsbildungen, randlich Blockfeld, Bergbauspuren. Freistehende Felsen ragen aus der großflächig anstehenden Masse des Ruhlaer Granits an vielen Stellen heraus und bilden mancherorts noch zusammenhängende Massive. Häufig hat die tiefgreifende Verwitterung jedoch die Felskuppen schon in Schutt und Blockfelder verwandelt. So lassen sich Verwitterungsprodukte als kubikmetergroße Blöcke über Kopf- und Faustgröße bis hin zu grobkörnigen Kiesen und Sanden finden. Wannenartig ausgewaschene Täler mit grobsandigem und kiesigem Untergrund werden von Granitkuppen geräumt, deren Gipfel gleichfalls die typischen Zerfallerscheinugen zeigen. In den Erläuterungen zur Geol. Karte wird die Hauptmasse des Granits als grobkörniger Biotitgranit von vollkommen massiger Struktur, bestehend aus weißem bis hellrötlichem selten fleichrotem Orthoklas | Bad Liebenstein | Lage |
| GTH_1448 |      | Der Meisenstein bei Schmerbach                      | Meisensteinporphyr                 | Karbon                 | Der Meisenstein bei Schmerbach stellt einen freigestellten Felsen in einem alten Steinbruch dar. Regionalgeologisch wird dieser dem Nordostrand des Ruhlaer Kristallins zugeordnet. Er besteht aus Porphyr, ein vulkanisches Gestein, welches während des Karbons an der Oberfläche durch Abkühlen erstarrte. In diesem Zeitabschnitt vor rund 360 Millionen Jahren entstanden auch die Steinkohleflöze im Ruhrgebiet. | Ruhla           | Lage |
| WAK_1564 |      | Der Wachstein bei Mosbach                           | Konglomerat (Wachsteinkonglomerat) | Oberrotliegend (Saxon) | Nach dem Gebiet um den Wachstein wurde ein Horizont in der Eisenach-Folge benannt | Ruhla           | Lage |
| WAK_1295 |      | 3 bedeutende Basaltblockmeere am Baier bei Dermbach | Alkalibasalt/Tephrit-Basanit       |                        | Baier wird großflächig von mächtigen Basaltschuttdecken umgeben, von denen 3 Obj. als gesonderte Blockmeere ausgewiesen werden können. Basaltblockmeere sind in Hanglagen der vulkanischen Basaltkuppen der Rhön relativ häufig. Entweder sind vor langer Zeit großer Abschnitte des zu prismatischen Säulen erstarrten basischen Magma-körpers durch Verwitterungsprozesse zerfallen. Oder es erfolgte die Basaltabsonderung klüftig-plattig-blockartig und zerfiel örtlich allmählich zu grobstückigen Blockhalden. Besonders im Pleistozän-wenn extrem Klimabedingungen mit Frostsprengung wirksam waren-dürften die oft beachtliche Ausmaße einnehmenden Blockmeere entstanden sein. Hinzu kommen Bedingungen des Untergrundes -insbesondere, wenn plastische und wasseraufnahmefähige Schichten z. B. des Keupers oder Muschelkalks von den schweren Blöcken bedeckt wurden. Hier kam es zu Abgleiterscheinugne an den Hängen, so dass die Blockmeere u. U. weit ab von ihrem Ursprungsgebiet zur Ablage gelangten. Da die Verwitterung | Weilar          | Lage |

### Seen und Moorbildungen
| ID       | Bild | Bezeichnung              | Art | Stratigraphie | Beschreibung | Gemeinde      | Lage |
| -------- | ---- | ------------------------ | --- | ------------- | --- | ------------- | ---- |
| WAK_1649 |      | Hangquellmoor Alte Warth |     |               | Die eingezäunte Schutzfläche liegt inmitten der Moto-Cross-Rennstrecke „Alte Warth“ an einem stark nach Südost geneigten Hang. Am Hang sind unterhalb des aus Plattendolomit bestehenden Plateaus Lettenschichten angeschnitten, die als Staukörper und Quellhorizont in Erscheinung treten. Das Moor wird von 3 Quellen gespeist, wovon eine innerhalb des Naturschutzgebietes liegt. | Bad Salzungen | Lage |

### Magmatische Bildungen
| ID       | Bild           | Bezeichnung                                                       | Art                                                           | Stratigraphie           | Beschreibung | Gemeinde       | Lage |
| -------- | -------------- | ----------------------------------------------------------------- | ------------------------------------------------------------- | ----------------------- | --- | -------------- | ---- |
| WAK_1372 |                | Auflässiger Bruch im Granitporphyr bei Etterwinden                | Granitporphyr und Konglomerate                                |                         | Auflässiger Steinbruch mit Granitporphyr auf dem Konglom. d. Eisenacher Schichten lagern. Von der B 19 kann man in der nördlichen Ortslage von Etterwinden eine schmale Ortsverbindungsstraße nach Ruhla nutzen, um zu den westlichen Ausläufern des Ruhlaer Kristallins zu gelangen. Nach ca. 1,5 km fällt direkt nördlich der Straße eine steile Felswand, die schillwand, auf. Hier wurde in einem früheren Steinbruch ein Rhyolith, feinkörniges. dichtes Erfußgestein, das man noch vor einiger Zeit zu den Porphyen stellte, abgebaut. Nur wenige hundert Meter südlich-ein befestigter Forstweg führt dorthin-wurde in eine, anderen auflässigen Steinbruch der sog. Langewald -Granitporphyr abgebaut. Eine Störung grenzt ihn von der Schillwandmulde ab. Seine Struktur ist deutlich körniger und fleckig. Quarz | Bad Salzungen  | Lage |
| WAK_1232 |                | Basaltklippen auf dem Katzenstein bei Andenhausen                 | Basalt in prismatischer Absonderung                           |                         | Der (östliche) Katzensteingipfel zeigt einen in der Rhön nicht oft so klar herausmodellierten Basaltdurchbruch mit Absonderungsformen schräg stehender Säulen. Sie sind meist einige Dezimeter mächtig und ca. 45 Grad geneigt. Unklar ist, ob hier früher Steinbruchbetrieb herrschte, es finden sich keine Reste von Basaltschutt, auch keine Anzeichen eines Blockfeldes. Die im nahegelegenen Hotel verarbeiteten Säulen könnten von hier oben stammen. Die Wiesenflächen rund um den felsigen Basaltgipfel sind nahezu frei von Basaltschutt. Der Untergrund ist lt. Karte Basalttuff und Basaltlehm (Staunässe örtlich). Der teriare Untergrund wurde gleichfalls kartiert. Es liegt die Vermutung nahe, dass der Aufstiegskanal des basischen Magmas dicht neben der Felsgruppe liegt. Wohl wird ursprünglich auch eine größerflächige Basaltdecke vorhanden gewesen sein. Es gibt in der Nachbarschaft viele Blockwälle, die anthropogen entstanden sind.                                                                           | Dermbach       | Lage |
| WAK_1299 |                | Basaltsteinbruch Altvater und Höhn bei Diedorf/Klings             | Vitrobasalt, Basaltbrekzie, Basaltaschentuff                  |                         | Naherz kreisförmige Basaltlagerstätte im Abbau mit vielfältigen Erscheinungen d. tert. Vulk. | Dermbach       | Lage |
| WAK_1387 |                | Phonolith-Felsen am Rößberg bei Ketten                            | Oolith-Absonderung, plattig-kugelig                           |                         | Ein im Wartburgkreis recht seltenes Phonolith-Vorkommen als Felswand bei Ketten. Das einzige Phonolith-Vorkommen des Wartburgkreises liegt im Gebiet Rockenstuhl und auch dort nur im südwestlichen Zipfel. Die Karte zeigt zahlreiche kleine Kuppen, die aber nicht aufgeschlossen sind. Einzige Stellen mit frei zugänglichem Gestein befinden sich am Rößberg und am Heiligen Hauk bei Spahl. Hier sind es natürliche Felsbildungen, die mehr oder weniger frei liegen und dem Beobachter die Möglichkeit zum Kennenlernen des Phonoliths bieten. Die Phonolithe bei Spahl sind die nördlichsten Vorkommen dieses Gesteins in der Rhön. Die Farbe ist Mittelgrau, bei Verwitterung schmutzig-weiß. Absonderungsformen treten als ballig-kugelige Bildungen und plattige Strukturen auf. | Geisa          | Lage |
| WAK_1331 |                | Vulkanschlot am Ulsterufer bei Geisa                              | Schlotfüllung aus Kalkmergelstein                             |                         | vulkanischer Explosionsschlot, angeschnitten am Ufer der Ulster bei Geisa, Muschelkalkfüllung | Geisa          | Lage |
| WAK_1363 |                | Die Pflasterkaute bei Marksuhl                                    | Nephelinbasalt, Sandstein                                     |                         | Vulkanischer Eruptionsschlot im Buntsandstein, als Steinbruch mit geologiehistor. Bedeutung | Gerstungen     | Lage |
| WAK_1364 |                | Die Stopfelskuppe bei Förtha                                      | Basalt, Nephelinit, Basaltjaspis, Sandstein …                 |                         | Die zwischen Clausberg, Förtha und Oberellen gelegene Stopfelskuppe bzw. „Stoffelskuppe“ war einer der nördlichsten Vulkane der Rhön. Der eigentliche Vulkanbau ist längst abgetragen. Zwei Steinbrüche erschließen den ehemaligen Zufuhrschlot, der den Unteren Buntsandstein durchbrochen hat und am südlichen Ende eines etwa 800 m langen, Nord-Süd verlaufenden Vulkanitganges liegt. Die dunklen, dichten, basaltähnlichen Vulkanite werden nach ihrer chemischen Zusammensetzung als Basanit bezeichnet. Verwendet wurden die Gesteine als Material für den Straßenbau. Der Nordbruch zeigt im Kern einen Basanit-Gang, der beidseitig durch eine vulkanische Schlotbrekzie gegen den Buntsandstein begrenzt ist. Im Südbruch sind vorwiegend vulkanische Tuffe mit Sandsteinbrocken und vulkanischen Bomben aufgeschlossen, stellenweise ist auch kontaktmetamorpher (gefritteter) Sandstein (Basaltjaspis, Buchit) zu finden. Eine radiometrische Altersbestimmung ergab ein Alter des Basanits von 20 Mio. Jahren (Unter-Miozän). | Gerstungen     | Lage |
| WAK_1362 |                | Die Blaue Grotte bei Leimbach                                     | Basalt, Tuff, Basaltbrekzie, gefritteter Sandstein            |                         | Vulkanischer Explosionstrichter mit abgebautem Basaltschlot im Buntsandstein. Am Hundskopf bei Leimbach bedinden sich 2 Basaltaufschlüsse in Tertiärvulkanen. Nur der nörldiche ist geschützt, bekannt und in gutem Zustand. Der südliche ist an seiner Südflanke mit Massen von Müll verkippt, die aus dem benachbarten Gaststättenobjekt stammen. dazu kommt ein sehr dichter Bewuchs, so dass man nicht leicht auf die Bruchsohle gelangen kann. Kontakerscheinungen und Schlotbrekzie kann man z. T. erkennen, jedoch nicht genau beobachten. Eine Freilegung dieses 2. Bruches ist noch nicht in Aussicht zu stellen. | Leimbach       | Lage |
| WAK_1381 |                | Bilstein bei Lenders                                              | Te/BS Alkalibasalt, Tephrit/Basanit entspr. neuer Nomenklatur |                         | Rest eines Basaltschlotes mit Einschlüssen von Hornblendekristallen, vereinz. Granit u. Sandstein | Oechsen        | Lage |
| WAK_1509 |                | Vulkanischer Explosionsschlot an der Räsaer Mühle, Unterbreizbach | im Schlot: Kalkstein, Kalkmergelstein, randlich Sandstein     | Mittlerer Buntsandstein | angeschnittener und mit Muschelkalkschollen gefüllter vulkanischer Explosionstrichter | Unterbreizbach | Lage |
| WAK_1525 |                | Auflässiger Basaltbruch am Geiskopf bei Wölferbütt                | Alkalibasalt, Tephrit-Basanit nach moderner Nomenklatur       | Tertiär                 | Bei diesem Basaltbruch handelt es sich um einen halbkreisförmig ausgearbeiteten Kammerbruch, der an einer Seite offen ist. Durch alten Steinbruchbetrieb entstandener Anschnitt der Bergkuppe mit prismatischen Absonderungen. | Vacha          | Lage |
| WAK_1521 |                | Basaltbruch Dietrichsberg                                         | basaltischer Vulkanit als Olivin-Augit-Vitrotephrit           | Tertiär                 | Besterkundeter Vulkan der Thüringer Rhön vom Maar-Typ mit zahlreichen Besonderheiten | Vacha          | Lage |
| WAK_1391 | weitere Bilder | Alter Steinbruch am Großen Ebertsberg bei Thal                    | Porphyr, Riffkalk, Thaler Gneis                               |                         | Ein alter Hanganschnitt im Großen Ebertsberg zeigt die Auflagerung des Zechsteinriffes auf kristallinem Untergrund. Der gegen Ende des vorigen Jh. angelegte kleine Steinbruch an der südwestlichen Flanke des Großen Ebertsberges – auflässig seit vielen Jahrzehnten – bietet einen einmaligen Blick in die Auflagerung der im Gebiet typischen Zechsteinriffe auf den kristallinen Untergrund (hier auf Porphyr). Als ältestes Gestein im Bruch ist granulitartiger Gneis aufgeschlossen der überlagert u. durchsetzt ist von Porphyr, der wiederum neben braunrotem Tonstein liegt oder davon überlagert wird. Darüber liegt der hellgraue bis weißliche, klotzige Riffdolomit, der die kegelförmigen Ebertsberge aufbaut. Die Gesteine im Aufschluss sind hochgradig tektonisch beansprucht, eine Anzahl von Störungen durchziehen sie in verschiedenen Richtungen und sind z. T. zu Klüften erweitert. Einige dieser ehem. Spalten wurden wieder durch Baryt oder Fluorit ausgefüllt.                                                 | Wutha-Farnroda | Lage |